# Juan Carlos Arce (Schriftsteller)
Juan Carlos Arce (* 1958 in Albacete) ist ein spanischer Schriftsteller und Anwalt. Er schreibt Romane und Theaterstücke.
Arce, ursprünglich Jurist mit Schwerpunkt Gemeinschaftsrecht, wirkte in den spanischen Botschaften in Bern und London. Nach Erscheinen seines ersten Romans Melibea möchte keine Frau sein widmete er sich ganz der Schriftstellerei. Für Die Farben des Krieges erhielt er im Jahr 2002 den Fernando-Lara-Preis. Schon 1992 war er zum Ehrenbürger von Dallas ernannt worden; Anlass war sein Stück Retrato en blanco.

## Werke
- Im Tal der schwarzen Tauben, dt. Bergisch Gladbach, 2008. ISBN 978-3-404-92282-6
- Melibea no quiere ser mujer (Melibea möchte keine Frau sein)- 1991
- Para seguir quemando preguntas (Um brennende Fragen fortzuführen)
- La chistera sobre las dunas (Der Hut auf den Dünen)
- Retrato en blanco (Ein weißes Bild)
- La segunda vida de doña Juana Tenorio (Das zweite Leben der Frau Juana Tenorio)
- El matemático del rey (Der Mathematiker des Königs)
- La mitad de una mujer (Die Hälfte der Frau)
- Los colores de la guerra (Die Farben des Krieges)
- La orilla del mundo (Der Rand der Welt)
- El aire de un fantasma (Die Luft eines Gespenstes)
- La noche desnuda (Die nackte Nacht) - 2008